# Lista över svenska vägar i nummerordning
Detta är en lista över svenska vägar i nummerordning som innefattar europavägar, riksvägar och primära länsvägart, med andra ord de vägar som oftast skyltas med nummer utefter vägen. Listan omfattar nu gällande vägnummer. 
Svenska riksvägar och länsvägar är generellt numrerade från sydväst mot nordost. Europavägarnas nummer betraktas som riksvägsnummer, så en Europaväg kan inte ha samma nummer som en annan riksväg.
För vägnumren som användes 1945-1962, Europavägsnumren som användes 1962-1992 och andra ej längre gällande vägnummer, se lista över historiska vägnummer i Sverige.

## Europavägar E4 - E65
| Väg  | Sträckning |
| ---- | --- |
| E4   | Helsingborg - Jönköping - Stockholm - Uppsala - Gävle - Sundsvall - Umeå - Haparanda (- Torneå)                       |
| E6   | (Kirkenes -) norska gränsen - Uddevalla - Göteborg - Helsingborg - Malmö - Trelleborg                                 |
| E10  | Luleå - Gällivare - Kiruna - Riksgränsen (- Lofoten)                                                                  |
| E12  | (Helsingfors -) Holmsund - Umeå - Lycksele - Storuman - norska gränsen (- Mo i Rana)                                  |
| E14  | Sundsvall - Östersund - Åre - norska gränsen (- Trondheim)                                                            |
| E16  | (Londonderry -) norska gränsen - Torsby - Malung - Borlänge - Falun - Gävle                                           |
| E18  | (Craigavon -) norska gränsen - Karlstad - Örebro - Västerås - Stockholm - Norrtälje - Kapellskär (- Sankt Petersburg) |
| E20  | (Shannon Airport -) Öresundsbron - Malmö - Göteborg - Örebro - Eskilstuna - Stockholm (- Sankt Petersburg)            |
| E22  | (Holyhead -) Trelleborg - Malmö - Kalmar - Oskarshamn - Norrköping (- Isjim, Ryssland)                                |
| E45  | (Gela -) Göteborg - Grums - Mora - Östersund - Arvidsjaur - Gällivare - Karesuando (- Alta)                           |
| E65  | Malmö - Ystad (- Kreta)                                                                                               |
| E265 | Kapellskär (- Tallinn)                                                                                                |

## Riksvägar 9–99
| Väg        | Sträckning                                                                           |
| ---------- | ------------------------------------------------------------------------------------ |
| Riksväg 9  | Trelleborg - Ystad - Simrishamn - Brösarp (Kristianstad)                             |
| Riksväg 11 | Malmö - Simrishamn                                                                   |
| Riksväg 13 | Ystad - Höör - Ängelholm                                                             |
| Riksväg 15 | Halmstad - Markaryd - Osby - Olofström - Karlshamn                                   |
| Riksväg 17 | Landskrona - Eslöv - Fogdarp (Hörby)                                                 |
| Riksväg 19 | Ystad - Tomelilla - Brösarp - Kristianstad - Osby                                    |
| Riksväg 21 | Kristianstad - Hässleholm - Åstorp (Helsingborg)                                     |
| Riksväg 23 | Malmö - Växjö - Linköping                                                            |
| Riksväg 24 | (Halmstad) Mellbystrand - Hässleholm                                                 |
| Riksväg 25 | Halmstad - Växjö - Kalmar                                                            |
| Riksväg 26 | Halmstad - Gislaved - Jönköping - Mariestad - Kristinehamn - Mora                    |
| Riksväg 27 | Karlskrona - Ronneby - Växjö - Värnamo - Borås - Göteborg                            |
| Riksväg 28 | Karlskrona - Vägershult (Vetlanda)                                                   |
| Riksväg 29 | Karlshamn - Tingsryd - Växjö                                                         |
| Riksväg 30 | Växjö - Jönköping                                                                    |
| Riksväg 31 | Kalmar - Nybro - Vetlanda - Nässjö - Jönköping                                       |
| Riksväg 32 | Vetlanda - Mjölby - Motala                                                           |
| Riksväg 34 | Kalmar - Vimmerby - Linköping - Motala                                               |
| Riksväg 35 | Västervik - Linköping                                                                |
| Riksväg 37 | Växjö - Oskarshamn                                                                   |
| Riksväg 40 | Göteborg - Borås - Jönköping - Nässjö - Västervik                                    |
| Riksväg 41 | Varberg - Borås                                                                      |
| Riksväg 42 | Borås - Trollhättan                                                                  |
| Riksväg 44 | Uddevalla - Lidköping - Götene                                                       |
| Riksväg 46 | Ulricehamn - Skövde                                                                  |
| Riksväg 47 | Oskarshamn - Jönköping - Falköping - Grästorp - Trollhättan                          |
| Riksväg 49 | Lidköping - Skara - Skövde - Askersund                                               |
| Riksväg 50 | Jönköping - Ödeshög - Mjölby - Motala - Örebro - Falun - Alfta - Bollnäs - Söderhamn |
| Riksväg 51 | Norrköping - Örebro                                                                  |
| Riksväg 52 | Nyköping - Katrineholm - Örebro                                                      |
| Riksväg 53 | Oxelösund - Nyköping - Malmköping - Eskilstuna                                       |
| Riksväg 55 | Norrköping - Katrineholm - Strängnäs - Enköping - Uppsala                            |
| Riksväg 56 | Norrköping - Katrineholm - Kungsör - Västerås - Sala - Heby - Gävle                  |
| Riksväg 57 | Katrineholm - Södertälje                                                             |
| Riksväg 61 | Karlstad - Arvika - Morokulien                                                       |
| Riksväg 62 | Karlstad - Långflon - norska gränsen                                                 |
| Riksväg 63 | Karlstad - Kopparberg (Ludvika)                                                      |
| Riksväg 66 | Västerås - Fagersta - Ludvika - Björbo - Vansbro - Malung - Sälen - norska gränsen   |
| Riksväg 68 | Örebro - Lindesberg - Fagersta - Avesta - Storvik - Gävle                            |
| Riksväg 69 | Fagersta - Norberg - Hedemora - Falun - Rättvik                                      |
| Riksväg 70 | Enköping - Sala - Avesta - Borlänge - Mora - Älvdalen - Idre - norska gränsen        |
| Riksväg 72 | Uppsala - Sala                                                                       |
| Riksväg 73 | Stockholm - Haninge - Nynäshamn                                                      |
| Riksväg 75 | (Södra länken) E4/E20 Västberga - Årsta - Länsväg 222 Nacka                          |
| Riksväg 76 | Norrtälje - Östhammar - Älvkarleby - Gävle                                           |
| Riksväg 77 | Norrtälje - Knivsta (Uppsala)                                                        |
| Riksväg 83 | Tönnebro - Bollnäs - Järvsö - Ljusdal - Ånge                                         |
| Riksväg 84 | Hudiksvall - Ljusdal - Sveg - Funäsdalen - norska gränsen                            |
| Riksväg 86 | Sundsvall - Bispgården                                                               |
| Riksväg 87 | Östersund - Sollefteå                                                                |
| Riksväg 90 | Härnösand - Sollefteå - Åsele - Vilhelmina                                           |
| Riksväg 92 | Umeå - Åsele - Dorotea                                                               |
| Riksväg 94 | Luleå - Antnäs - Älvsbyn - Arvidsjaur                                                |
| Riksväg 95 | Skellefteå - Boliden - Arvidsjaur - Arjeplog - Kuoletisjaure - norska gränsen        |
| Riksväg 97 | Luleå - Boden - Jokkmokk                                                             |
| Riksväg 98 | Överkalix - Övertorneå                                                               |
| Riksväg 99 | Haparanda - Övertorneå - Pajala - Karesuando                                         |

## Länsvägar 100–404
| Väg         | Sträckning                                                            |
| ----------- | --------------------------------------------------------------------- |
| Länsväg 100 | Skanör med Falsterbo - Vellinge                                       |
| Länsväg 101 | Malmö - Anderslöv - Mossbystrand                                      |
| Länsväg 102 | Skurup - Veberöd - Dalby - Lund                                       |
| Länsväg 103 | Lund - Lomma                                                          |
| Länsväg 104 | Saxtorp - Kävlinge - Gårdstånga - Sjöbo                               |
| Länsväg 105 | Båstad - Ängelholm                                                    |
| Länsväg 106 | Teckomatorp - Svalöv - Kågeröd                                        |
| Länsväg 107 | Ängelholm - Åstorp - Bjuv                                             |
| Länsväg 108 | Trelleborg - Svedala - Lund - Kävlinge - Ljungbyhed - Åsljunga        |
| Länsväg 109 | Ask - Kågeröd - Billesholm                                            |
| Länsväg 110 | Saxtorp - Asmundtorp - Bjuv - Hyllinge                                |
| Länsväg 111 | Helsingborg - Höganäs - Mölle                                         |
| Länsväg 112 | Åstorp - Höganäs                                                      |
| Länsväg 113 | Gårdstånga - Eslöv - Stockamöllan                                     |
| Länsväg 114 | Munka-Ljungby - Örkelljunga                                           |
| Länsväg 115 | Våxtorp - Torekov                                                     |
| Länsväg 116 | Bromölla - Olofström - Ryd                                            |
| Länsväg 117 | Hässleholm - Markaryd                                                 |
| Länsväg 118 | Olseröd - Åhus - Kristianstad - Bjärlöv                               |
| Länsväg 119 | Hässleholm - Ryd                                                      |
| Länsväg 120 | Strömsnäsbruk - Älmhult - Tingsryd - Emmaboda - Nybro                 |
| Länsväg 121 | Lönsboda - Älmhult                                                    |
| Länsväg 122 | Karlskrona - Rödeby - Ingelstad - Växjö                               |
| Länsväg 123 | Sölvesborg - Nogersund                                                |
| Länsväg 124 | Ljungby - Liatorp                                                     |
| Länsväg 125 | Kalmar - Lindsdal - Fagerhult - Vetlanda                              |
| Länsväg 126 | Karlshamn - Ryd - Alvesta - Lammhult                                  |
| Länsväg 127 | Värnamo - Vrigstad - Vetlanda                                         |
| Länsväg 128 | Sävsjö - Eksjö                                                        |
| Länsväg 129 | Hultsfred - Mariannelund                                              |
| Länsväg 130 | Söderåkra - Torsås                                                    |
| Länsväg 131 | Tranås - Österbymo                                                    |
| Länsväg 132 | Huskvarna - Aneby                                                     |
| Länsväg 133 | Gränna - Tranås                                                       |
| Länsväg 134 | Eksjö - Kisa - Åtvidaberg                                             |
| Länsväg 135 | Gamleby - Bränntorp - Kisa                                            |
| Länsväg 136 | Ottenby - Färjestaden - Borgholm - Byxelkrok - Nabbelund              |
| Länsväg 137 | (Ölandsleden) Kalmar - Ölandsbron - Färjestaden                       |
| Länsväg 140 | Visby - Klintehamn - Fidenäs                                          |
| Länsväg 141 | Klintehamn - Hemse                                                    |
| Länsväg 142 | Visby - Hemse - Fidenäs - Burgsvik                                    |
| Länsväg 143 | Visby - Roma - Ljugarn                                                |
| Länsväg 144 | Länsväg 143 Ljugarn - Hemse                                           |
| Länsväg 146 | Slite - Boge - Ala Länsväg 143                                        |
| Länsväg 147 | Visby - Slite - Lärbro                                                |
| Länsväg 148 | Visby - Fårösund                                                      |
| Länsväg 149 | Visby - Kappelshamn - Lärbro                                          |
| Länsväg 150 | Falkenberg - Torup                                                    |
| Länsväg 151 | Värnamo - Gnosjö                                                      |
| Länsväg 152 | Bredaryd - Skillingaryd                                               |
| Länsväg 153 | Varberg - Ullared - Smålandsstenar - Bredaryd - Värnamo               |
| Länsväg 154 | Falkenberg - Ullared - Hillared - Borås                               |
| Länsväg 155 | Göteborg - Öckerö                                                     |
| Länsväg 156 | Härryda - Kinna - Tranemo - Norra Unnaryd                             |
| Länsväg 157 | Ulricehamn - Limmared                                                 |
| Länsväg 158 | Göteborg - Särö - Kungsbacka                                          |
| Länsväg 160 | Lanesund - Henån - Varekil - Stenungsund - Stora Höga                 |
| Länsväg 161 | Uddevalla - Lysekil                                                   |
| Länsväg 162 | Munkedal - Lysekil                                                    |
| Länsväg 163 | Dingle - Fjällbacka - Grebbestad - Bullarebygden och Smeberg          |
| Länsväg 164 | Åmål - Billingsfors - Dals-Ed - Skee - Strömstad                      |
| Länsväg 165 | Dingle - Hällevadsholm - Holtet - norska gränsen                      |
| Länsväg 166 | Mellerud - Dals-Ed                                                    |
| Länsväg 167 | Lilla Edet - Ljungskile                                               |
| Länsväg 168 | Kungälv - Marstrand                                                   |
| Länsväg 169 | Myggenäs - Rönnäng                                                    |
| Länsväg 170 | Från E6 till norra Stenungsund                                        |
| Länsväg 171 | Hallinden - Hunnebostrand                                             |
| Länsväg 172 | Uddevalla - Bengtsfors - Arvika                                       |
| Länsväg 173 | Frändefors - Färgelanda                                               |
| Länsväg 174 | Dingle - Smögen                                                       |
| Länsväg 175 | Säffle - Arvika                                                       |
| Länsväg 176 | Strömstad - Värmlandsbro                                              |
| Länsväg 177 | Årjäng - Vännacka - Åmotfors                                          |
| Länsväg 178 | Varekil - Ellös                                                       |
| Länsväg 180 | (Trollhättan) - Anten - Alingsås - Borås                              |
| Länsväg 181 | Vårgårda - Falköping                                                  |
| Länsväg 182 | Ulricehamn - Timmele - Vårgårda                                       |
| Länsväg 183 | Fristad - Herrljunga                                                  |
| Länsväg 184 | Falköping - Skara - Lidköping                                         |
| Länsväg 185 | Bottnaryd - Mullsjö                                                   |
| Länsväg 186 | Grästorp - Nossebro - Lekåsa                                          |
| Länsväg 187 | Lidköping - Vara                                                      |
| Länsväg 190 | Hjällbo - Gråbo - Sollebrunn - Nossebro                               |
| Länsväg 193 | Falköping - Tidaholm - Hjo                                            |
| Länsväg 194 | Skövde - Hjo                                                          |
| Länsväg 195 | Jönköping - Hjo - Karlsborg                                           |
| Länsväg 200 | Otterbäcken - Hova - Skövde                                           |
| Länsväg 201 | Mariestad - Hjo                                                       |
| Länsväg 202 | Mariestad - Hultet                                                    |
| Länsväg 204 | Gullspång-Vintrosa - Lanna                                            |
| Länsväg 205 | Askersund - Laxå - Karlskoga-Hällefors                                |
| Länsväg 206 | Mantorp - Skänninge – Vadstena                                        |
| Länsväg 207 | Örebro - Odensbacken                                                  |
| Länsväg 209 | Norrköping - Arkösund                                                 |
| Länsväg 210 | Norsholm - Söderköping - Tyrislöt                                     |
| Länsväg 211 | Borensberg - Hjortkvarn                                               |
| Länsväg 212 | Valdemarsvik - Gryt                                                   |
| Länsväg 213 | Björsholm – Loftahammar                                               |
| Länsväg 214 | Eskilstuna - Läppe                                                    |
| Länsväg 215 | Finspång - Norsholm                                                   |
| Länsväg 216 | Gammelsta - Dämbol                                                    |
| Länsväg 218 | Från E4 - Vagnhärad - Trosa                                           |
| Länsväg 219 | Länsväg 223/Nyköping - Sjösa - Studsvik - Vagnhärad                   |
| Länsväg 221 | Riksväg 52 Bettna - Riksväg 55 Flen f.d. Riksväg 58                   |
| Länsväg 222 | Riksväg 75 Stockholm - Stavsnäs                                       |
| Länsväg 223 | E4 Nyköping - Björnlunda - Läggesta E20 - Mariefred                   |
| Länsväg 224 | E4 Lästringe kyrka - Gnesta (Sigtunarondellen) Riksväg 57             |
| Länsväg 225 | E4 Södertälje - Ösmo Riksväg 73                                       |
| Länsväg 226 | Riksväg 75 Årsta – Huddinge - Vårsta Länsväg 225                      |
| Länsväg 227 | Riksväg 73 Handen - Dalarö                                            |
| Länsväg 228 | Länsväg 222 Nacka - Saltsjöbaden                                      |
| Länsväg 229 | Örby - Tyresö                                                         |
| Länsväg 230 | E20 Eskilstuna - Alberga                                              |
| Länsväg 233 | Kopparberg - Ramnäs Riksväg 66                                        |
| Länsväg 236 | Karlstad-Skoghall                                                     |
| Länsväg 237 | Karlskoga - Storfors                                                  |
| Länsväg 238 | Riksväg 61 Brunskog - Västra Ämtervik E45                             |
| Länsväg 239 | Riksväg 62 Ekshärad - Torsby E45                                      |
| Länsväg 240 | E18 Väse – Molkom Riksväg 63 - Hagfors                                |
| Länsväg 241 | E45 Sunne - Munkfors Riksväg 62                                       |
| Länsväg 243 | Åtorp - Degerfors – Karlskoga – Nora                                  |
| Länsväg 244 | Hällefors - Nora Riksväg 50 Riksväg 68                                |
| Länsväg 245 | Ludvika - Fredriksberg - Hagfors - Uddeholm                           |
| Länsväg 246 | Filipstad - Hagfors                                                   |
| Länsväg 249 | Arboga - Lindesberg Riksväg 50 Riksväg 68                             |
| Länsväg 250 | E20 Kungsör - Köping - Fagersta Riksväg 66 Riksväg 68                 |
| Länsväg 252 | Kvicksund - Ramnäs                                                    |
| Länsväg 254 | Riksväg 72 Heby - Fjärdhundra Riksväg 70                              |
| Länsväg 255 | Uppsala - Märsta                                                      |
| Länsväg 256 | Sala - Norberg                                                        |
| Länsväg 257 | Länsväg 225 Rosenhill - Västerhaninge Riksväg 73                      |
| Länsväg 258 | Hågelbyleden: E4 Alby - Tumba Länsväg 226                             |
| Länsväg 259 | Botkyrkaleden: E4 Fittja Haninge Riksväg 73                           |
| Länsväg 260 | Stockholm – Nacka - Handen                                            |
| Länsväg 261 | Stockholm(Brommaplan) - Ekerö                                         |
| Länsväg 262 | Häggvik - Danderyd                                                    |
| Länsväg 263 | Märsta - Skölsta (Enköping)                                           |
| Länsväg 264 | Arninge - Vallentuna                                                  |
| Länsväg 265 | Häggvik - Rosenkälla                                                  |
| Länsväg 267 | Stäket - Rotebro                                                      |
| Länsväg 268 | Upplands Väsby - Brottby                                              |
| Länsväg 269 | Bro – Håtunaholm (Skokloster)                                         |
| Länsväg 270 | Hedemora - Ängelsfors (Hofors)                                        |
| Länsväg 271 | Västertorp – Farsta - Trångsund                                       |
| Länsväg 272 | Uppsala - Gysinge - Sandviken - Ockelbo - Sibo (- Bollnäs) Riksväg 83 |
| Länsväg 273 | Märsta/Arlandastad - Arlanda - Almunge - Alunda                       |
| Länsväg 274 | Arninge – Vaxholm - Ålstäket (Gustavsberg)                            |
| Länsväg 275 | Stockholm - Vällingby – Sollentuna                                    |
| Länsväg 276 | Rosenkälla - Åkersberga - Norrtälje                                   |
| Länsväg 277 | Stockholm - Lidingö                                                   |
| Länsväg 278 | Norrtälje - Furusund                                                  |
| Länsväg 279 | Ulvsunda - Helenelund                                                 |
| Länsväg 280 | E18 Söderhall - Rimbo - Ekensborg Riksväg 76                          |
| Länsväg 282 | Uppsala - Edsbro                                                      |
| Länsväg 283 | Riksväg 76 Svanberga - Grisslehamn                                    |
| Länsväg 288 | Uppsala - Östhammar Riksväg 76                                        |
| Länsväg 290 | Uppsala - Forsmark                                                    |
| Länsväg 291 | Mehedeby - Älvkarleby Riksväg 76                                      |
| Länsväg 292 | Söderfors - Tierp - Österbybruk - Harg Riksväg 76                     |
| Länsväg 293 | Falun - Norr Amsberg                                                  |
| Länsväg 296 | (E45) Orsa - Voxna - Los - Ytterhogdal (E45)                          |
| Länsväg 301 | Alfta - Edsbyn - Rättvik                                              |
| Länsväg 302 | Kungsgården - Medskog                                                 |
| Länsväg 303 | Ockelbo - Hagsta                                                      |
| Länsväg 305 | Delsbo - Hassela - Stöde                                              |
| Länsväg 307 | Jättendal - Hassela                                                   |
| Länsväg 310 | (E45) Västbacka - Los - Korskrogen (Riksväg 84)                       |
| Länsväg 311 | Sälen - Särna - Tännäs                                                |
| Länsväg 314 | Ytterhogdal - Kölsillre                                               |
| Länsväg 315 | Hedlanda - Östavall                                                   |
| Länsväg 316 | Klövsjö - Åsarna                                                      |
| Länsväg 320 | Kovland - Kälarne                                                     |
| Länsväg 321 | Svenstavik - Mattmar(Åre)                                             |
| Länsväg 322 | Staa (Åre) - Skalstugan - norska gränsen                              |
| Länsväg 323 | Bräcke - Hammarstrand                                                 |
| Länsväg 330 | Indal - Bergeforsen                                                   |
| Länsväg 331 | Bergeforsen - Backe                                                   |
| Länsväg 332 | Lunde - Gallsätter                                                    |
| Länsväg 333 | Bollstabruk - Sandslån                                                |
| Länsväg 334 | Lugnvik - Överlännäs                                                  |
| Länsväg 335 | Sollefteå - Örnsköldsvik                                              |
| Länsväg 336 | Järpen - Kall - norska gränsen                                        |
| Länsväg 339 | Krokom - Föllinge - Strömsund                                         |
| Länsväg 340 | Krokom - Valsjöbyn - norska gränsen                                   |
| Länsväg 342 | Strömsund - Gäddede - norska gränsen                                  |
| Länsväg 344 | Lillholmsjö - Föllinge - Hammerdal - Selsviken                        |
| Länsväg 345 | Strömsund - Ramsele                                                   |
| Länsväg 346 | Hoting - Junsele                                                      |
| Länsväg 348 | Örnsköldsvik - Hälla(Åsele)                                           |
| Länsväg 352 | Örnsköldsvik - Fredrika                                               |
| Länsväg 353 | Nordmaling - Bjurholm - Lycksele                                      |
| Länsväg 356 | Älvsbyn - Boden - Niemisel - Morjärv                                  |
| Länsväg 360 | Lycksele - Vilhelmina                                                 |
| Länsväg 363 | Umeå - Vindeln - Rusksele - Sorsele - Ammarnäs                        |
| Länsväg 364 | Umeå - Botsmark - Burträsk - Skellefteå                               |
| Länsväg 365 | Åsele - Lycksele - Glommersträsk                                      |
| Länsväg 370 | Boliden - Malå - Holmfors                                             |
| Länsväg 372 | Skellefteå - Skelleftehamn                                            |
| Länsväg 373 | Piteå - Abborrträsk (Arvidsjaur)                                      |
| Länsväg 374 | Piteå - Älvsbyn - Ottostorp(Jokkmokk)                                 |
| Länsväg 383 | Börjelslandet - Boden                                                 |
| Länsväg 392 | Överkalix - Korpilombolo - Pajala                                     |
| Länsväg 394 | Gällivare - Tärendö - Pajala                                          |
| Länsväg 395 | Pajala - Junosuando - Vittangi                                        |
| Länsväg 398 | Sangis - Hedenäset                                                    |
| Länsväg 402 | Riksväg 99 - Pello - finska gränsen                                   |
| Länsväg 403 | Pajala - Kaunisjoensuu - finska gränsen                               |
| Länsväg 404 | Muodoslompolo - Muoniovaara - finska gränsen                          |